# Matmut Stadium Gerland
Das Matmut Stadium Gerland ist ein Rugby- und Fußballstadion im Stadtteil Gerland, im Süden der französischen Stadt Lyon. Der Fußballverein Olympique Lyon bestritt von 1950 bis 2015 hier seine Heimspiele. Es bietet seit 2017 Platz für maximal 35.029 Zuschauer. Zu Partien des Rugby-Union-Clubs Lyon Olympique Universitaire (Lyon OU) werden 25.000 Plätze genutzt. Die Anlage zählt zum französischen Patrimoine du XXe siècle (deutsch Erbe des 20. Jahrhunderts) und die vier alten Torbögen an den Eingängen stehen seit 1967 unter Denkmalschutz.

## Geschichte
Der Bau des Stadions geht auf den damaligen Bürgermeister Édouard Herriot zurück. Er gab dem Architekten Tony Garnier Anfang der 1910er Jahre den Auftrag eine Sport- und Veranstaltungsstätte zu entwerfen in Vorbereitung auf die Internationale Städteausstellung 1914 in Lyon. Nachdem der Erste Weltkrieg von 1914 bis 1918 den Bau unterbrochen hatte, setzte man die Arbeiten 1919 fort. Im Mai 1926 wurde dann die Stadionanlage mit Leichtathletikanlage und Radrennbahn von Bürgermeister Herriot eingeweiht. Für einen Leichtathletik-Länderkampf Frankreich gegen die Schweiz erneuerte man 1942 die Aschenbahn. Am 27. August 1950 bestritt Olympique Lyon sein erstes Spiel im Stade Gerland. Gegen den CA Paris gelang Olympique ein 3:0-Sieg. 1961 bestanden Pläne das Stadion für die Olympischen Sommerspiele 1968 auf 85.000 Plätze zu erweitern, wenn man den Zuschlag bekäme. Mexiko-Stadt setzte sich aber im ersten Wahlgang gegen Detroit, Lyon und Buenos Aires durch. Die Radrennbahn wurde aber aus der Anlage entfernt.
Die französische Fußballnationalmannschaft traf zu ihrem ersten Länderspiel am 17. Oktober 1968 im Stade Gerland auf die spanische Fußballnationalmannschaft. Das Endergebnis lautet 3:1 für die Gastmannschaft. Am 9. September 1980 versammelten sich zum Spiel Olympique Lyon und der AS Saint-Étienne 48.552 Zuschauer. Dies ist bis heute Zuschauerrekord der Spielstätte. Anlässlich der Fußball-Europameisterschaft 1984 wurden Umbauten nach den Plänen der Architekten René Gagès und Michel Relave durchgeführt. Zu dieser Zeit fasste das Stadion über 51.000 Zuschauer. Am 2. Mai 1986 war das Stade Gerland Austragungsort des Finales im Europapokal der Pokalsieger. Vor 50.000 Zuschauern siegte die damals sowjetische Mannschaft Dynamo Kiew mit 3:0 gegen Atlético Madrid aus Spanien. Am 14. Oktober 1994 wurde Lyon mit dem Stade Gerland als einer der Austragungsorte der Fußball-Weltmeisterschaft 1998 ausgewählt.
Für die Fußball-Weltmeisterschaft wurde es ab Juli 1996 nach den Plänen von Albert Constantin modernisiert. Dabei wurden die Nord- wie die Südtribüne, Virage Tony Garnier und Virage Coubertin, hinter den Toren neu errichtet. Diese neuen Tribünen unterscheiden sich vom Baustil daher von den zwei alten Zuschauerrängen Tribune Jean Jaurès und Tribune Jean Bouin. Charakteristisch für die Nord- und die Südkurve sind die mit Bögen ausgestatteten Dächer. Der Umbau kostete insgesamt 32.655.000 Euro. Ein Jahr vor der Fußball-WM fand als Generalprobe das Fußball-Turnier Tournoi de France neben Lyon auch in Paris (Parc des Princes), Montpellier (Stade de la Mosson) und Nantes (Stade de la Beaujoire) statt. Das Endspiel um den European Challenge Cup im Rugby Union 1999 im Stade Gerland zwischen dem AS Montferrandaise und dem CS Bourgoin-Jallieu endete am 27. Februar vor 31.986 Zuschauern mit 35:16.
Am 26. Juni 2003 kam es zu einem tragischen Ereignis im Stade Gerland. Der 28-jährige kamerunische Fußball-Nationalspieler Marc-Vivien Foé brach in der 71. Minute des Konföderationen-Pokal-Halbfinales Kamerun gegen Kolumbien auf dem Spielfeld zusammen und blieb regungslos liegen. Nach einer Stunde der versuchten Reanimation konnte im Medizinischen Zentrum von Lyon nur noch der Tod festgestellt werden. Marc-Vivien Foé starb am plötzlichen Herztod.

## Auszug von Olympique Lyon und Zukunft
Anfang 2016 zog Olympique Lyon in die neue Heimstätte, den Parc Olympique Lyonnais, um. Die erste Partie der Ligue 1 fand am 9. Januar 2016 gegen den ES Troyes AC statt. Am 6. Dezember 2015 trat OL gegen den SCO Angers (0:2) vor 36.068 Zuschauern zum letzten Ligaspiel im Stade Gerland an. Beim letzten Derby zwischen OL und der AS Saint-Étienne am 8. November 2015 besiegten die Hausherren vor 38.752 Besuchern ihre Rivalen mit 3:0. Am 24. November 2015 ging die letzte Begegnung der UEFA Champions League gegen den belgischen Club KAA Gent (1:2) vor 30.206 Zuschauern über die Bühne. Am 16. Dezember 2015 wurde abschließend das Achtelfinalspiel im Coupe de la Ligue 2015/16 zwischen Olympique und dem Zweitligisten FC Tours (2:1) ausgetragen.
Genauere Pläne für die Zukunft der Anlage bestanden nicht. Der Rugbyclub Lyon OU spielte im nur rund drei Kilometer entfernten Matmut Stadium und war ein möglicher Nachfolger von Olympique. Für Topspiele nutzte Lyon OU das Stadion und füllte es mit 37.000 Zuschauern. Das vereinseigene Matmut Stadium wurde aber erst Ende 2011 mit 8000 Plätzen eröffnet und 2014 auf 11.805 Plätze ausgebaut. Wie das Magazin Les Potins d'Angèle im November 2015 meldete, ist für 40 Millionen Euro eine Renovierung des Stadions und die Reduzierung der Kapazität von 40.000 auf 24.000 vorgesehen. Dies soll hauptsächlich durch den Rückbau der Hintertortribünen geschehen. Zur Saison 2017/18 ist Lyon OU in die neue Spielstätte eingezogen.
Anfang November 2016 wurde bekannt, dass das Versicherungsunternehmen Matmut Namenssponsor des Stadions geworden ist. Der Vertrag hat eine Laufzeit von zehn Jahren bei jährlichen Zahlungen von zwei Millionen Euro. Die neue Spielstätte des Rugbyclubs Lyon OU wird in Zukunft den Namen Matmut Stadium Gerland tragen.

## Sonstige Nutzung
Die Anlage ist neben den Sportveranstaltungen Schauplatz von Konzerten. So traten z. B. die Rolling Stones, David Bowie, Pink Floyd, Johnny Hallyday, Genesis und Michael Jackson im Lyoner Stadion auf.

## Tribünen
- Tribune Jean Jaurès – West, Haupttribüne, 5400 Sitzplätze[13]
- Tribune Jean Bouin – Ost, Gegentribüne, 5600 Sitzplätze
- Virage Tony Garnier – Nord, Hintertortribüne, 12.429 Sitzplätze
- Virage Coubertin – Süd, Hintertortribüne, 12.301 Sitzplätze

## Spiele der Fußball-EM 1984 in Lyon
Neben einem Gruppenspiel fand ein Halbfinale in Lyon statt.

### Gruppenspiele
- 16. Juni 1984, Gruppe 1:  Dänemark –  Jugoslawien 5:0 (2:0)

### Halbfinale
- 24. Juni 1984:  Spanien –  Dänemark 1:1 n. V. (1:1, 0:1), 5:4 i. E.

## Spiele der Fußball-WM 1998 in Lyon
Während der Fußball-Weltmeisterschaft 1998 wurden im Stade Gerland sechs Spiele ausgetragen.

### Gruppenspiele
- 13. Juni 1998, Gruppe E:  Südkorea –  Mexiko 1:3 (1:0)
- 15. Juni 1998, Gruppe G:  Rumänien –  Kolumbien 1:0 (1:0)
- 21. Juni 1998, Gruppe F:  Vereinigte Staaten –  Iran 1:2 (0:2)
- 24. Juni 1998, Gruppe C:  Frankreich –  Dänemark 2:1 (1:1)
- 26. Juni 1998, Gruppe H:  Japan –  Jamaika 1:2 (0:1)

### Viertelfinale
- 04. Juli 1998:  Deutschland –  Kroatien 0:3 (0:1)

## Spiele der Rugby-Union-WM 2007 in Lyon
Im Jahr 2007 war das Stadion Austragungsort für drei Spiele der Rugby-Union-Weltmeisterschaft.

### Gruppenspiele
- 08. Sep. 2007, Gruppe B:  Australien –  Japan 91:3
- 11. Sep. 2007, Gruppe D:  Argentinien –  Georgien 33:3
- 15. Sep. 2007, Gruppe C:  Neuseeland –  Portugal 108:13

## Galerie
| Stadionplakette Patrimoine du XXe siècle | Spiel Olympique Lyon – AS Monaco zum Saisonauftakt am 7. August 2010 | Luftbild des Stadions | Rugby-Union-WM 2007 Australien – Japan |
| 0Stadionplakette                         | 0Spiel Olympique Lyon – AS Monaco                                    | 0Luftbild             | 0Rugby-Union-WM 2007                   |